# Colossus of Destiny
Albums de Melvins
Electroretard
(2001) Millennium Monsterwork 2000
(2002)
Colossus of Destiny est un Album live des Melvins sorti en 2001 chez Ipecac et enregistré live le vendredi 13 décembre 1998 au Club Mangler de Cupertino (Californie). Il s'agit d'une heure d'expérimentation de synthétiseurs et de samples, se terminant par une interprétation de la chanson Eye Flys. On rapporte qu'à ce moment du concert des membres du public s'étendirent sur le sol, bouchant leurs oreilles.
Cet album devait au départ être la troisième partie de leur album trilogie de 1999 (The Maggot, The Bootlicker et The Crybaby) jusqu'à ce que le groupe ait l'idée de la vedette invitée sur The Crybaby.
Le nom de l'album est tiré du livre de John Fante La Route de Los Angeles (The Road to Los Angeles), dans lequel le protagoniste, Arturo Bandini, écrit un livre intitulé Colossus of Destiny.

## Pistes
1. Sans titre – 59:23
2. Sans titre – 0:05

## Personnel
- King Buzzo - Musicien
- Dale Crover - Musicien
- Korny Ass Joker - Musicien
- Adam Jones - Musicien
- Mackie Osborne - Art
- Randy Hawkins - Ingénieur live
- Kurt Schlegle - Ingénieur live

## Sources/Références
- (en) Cet article est partiellement ou en totalité issu de l’article de Wikipédia en anglais intitulé « Colossus of Destiny » (voir la liste des auteurs).

1. ↑  Live Albums
2. ↑  « Buzz Osborne interview », sur markprindle.com (consulté le 19 avril 2023).